# Victoria Tokareva
Pour les articles homonymes, voir Tokareva.
Victoria Samoïlovna Tokareva (en russe : Виктория Самойловна Токарева), née à Léningrad (Union des républiques socialistes soviétiques) le 20 novembre 1937, est une écrivaine et scénariste soviétique et russe.

## Biographie
En 1962-1967, Victoria Tokareva fait ses études à la faculté des scénaristes à l'Institut national de la cinématographie. Elle est étudiante en deuxième année lorsque sa nouvelle Un jour sans mensonges est publiée par les éditions Molodaïa Gvardia. Ses œuvres sont également publiées par les revues littéraires Novy Mir et Iounost. En 1971, elle devient membre de l'Union des écrivains soviétiques.
Elle possède une datcha à Sovietski Pissatel.

## Filmographie
- 1971 : Les Gentilshommes de la chance (Джентльмены удачи) d'Aleksandre Sery
- 1973 : Le Garçon perdu (Совсем пропащий) de Gueorgui Danielia
- 1977 : Mimino (Мимино) de Gueorgui Danielia

## Œuvre littéraire
- À propos de ce qui n'était pas (1969)
- Quand le temps s'est radouci (1972)
- Balançoire volante (1978)
- Rien de spécial (1983)
- Dis - ne dis pas ... (1991)
- Vacances romaines (1992)
- Combien pour un kilo de gloire (1993)
- Anton, mets tes chaussures! (1995)
- Happy End (1995)
- À ma place (1995
- Chevaux ailés (1996)
- C'est possible et impossible (1997)
- C'est le meilleur des mondes (1998)
- La fidélité des hommes (2002)
- L'oiseau du bonheur (2004)
- La terreur de l'amour (2006)
- Arbre sur le toit (2009)
- Musique silencieuse derrière le mur (2012)
- Bips courts (2012)
- Aussi mauvais qu'aujourd'hui (2013)
- On plaint aussi les salauds (2014)
- Mula, qui as-tu amené? (2015)
- Mes hommes (2015)
- Étrangère sur les bords (2016)
- Autour d'une déception (2016)
- Les maisons durent plus longtemps que les gens (2017)

## Traduit en français
- Victoria Tokareva, Rien de spécial, Actes Sud, 1993  (ISBN 978-2868694836)
- Victoria Tokareva, Entre ciel et terre, ACT, 2003  (ISBN 978-5170104246)

## Distinctions
- 1987 : Ordre de l'Insigne d'honneur